# Radslavice (okres Přerov)
Radslavice  (dříve Raclavice) jsou obec ležící v okrese Přerov. Žije zde přibližně 1 200 obyvatel. Jejich katastrální území má rozlohu 702 ha.

## Historie
První písemná zmínka o obci pochází z roku 1375. Jiný zdroj uvádí, že první zmínka o obci Radslavice pochází již z roku 1267.

## Pamětihodnosti
- Památná lípa malolistá stojí na oploceném pozemku u památníku padlých v obci. Podle údajů z roku 1995 je její stáří odhadováno na 180 let.[7]

## Galerie

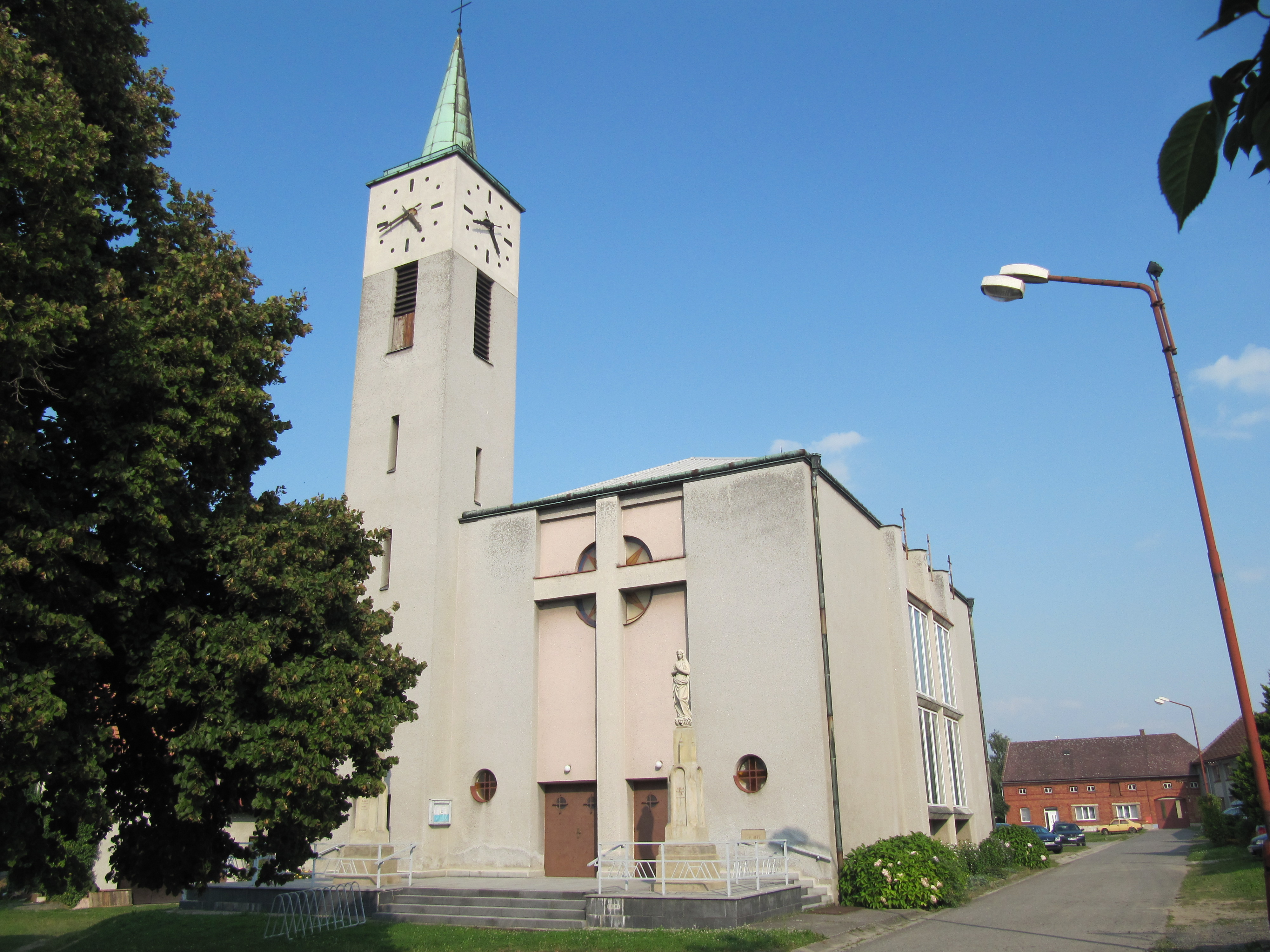
Kostel svatého Josefa z roku 1932
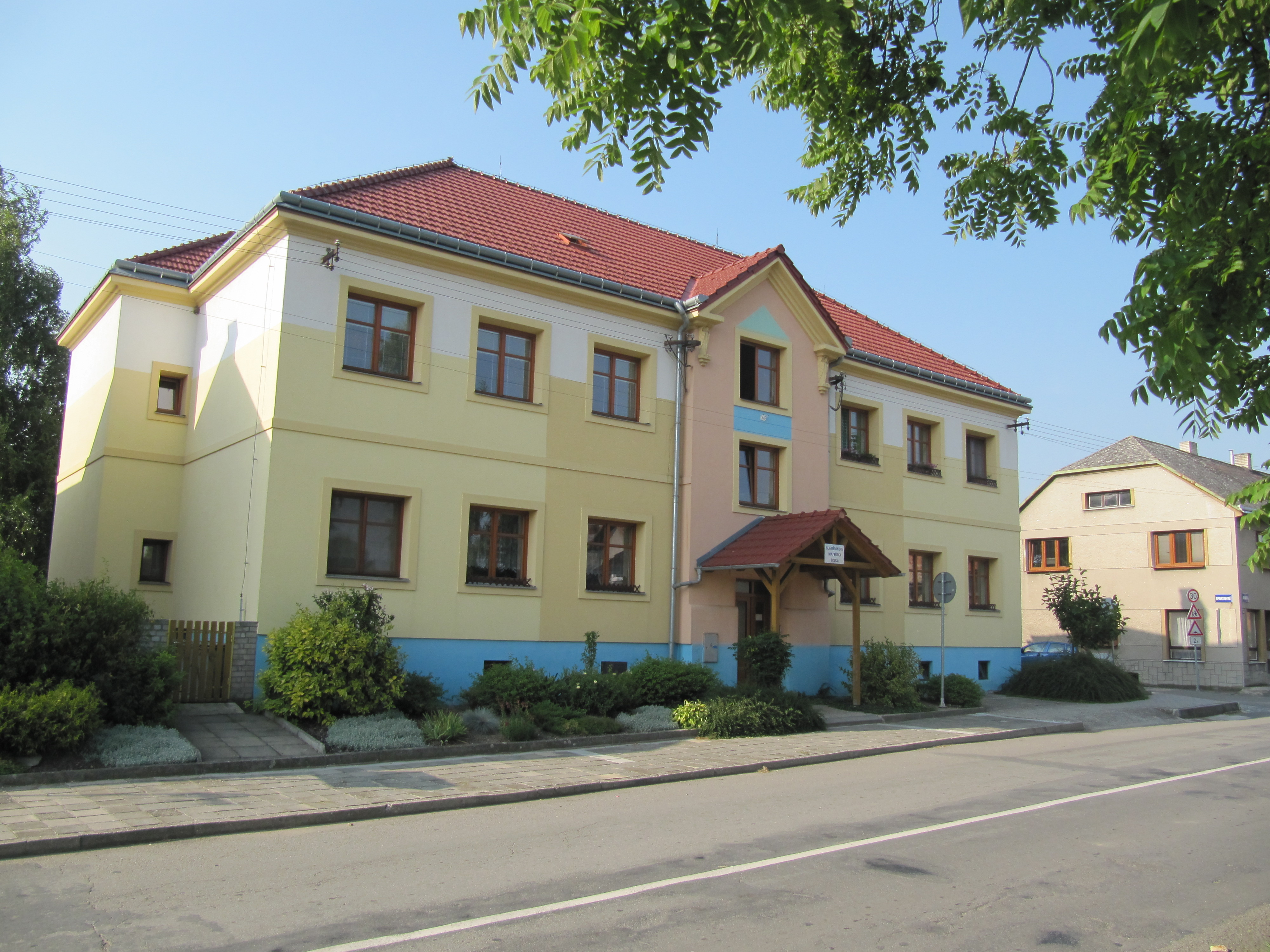
Mateřská škola
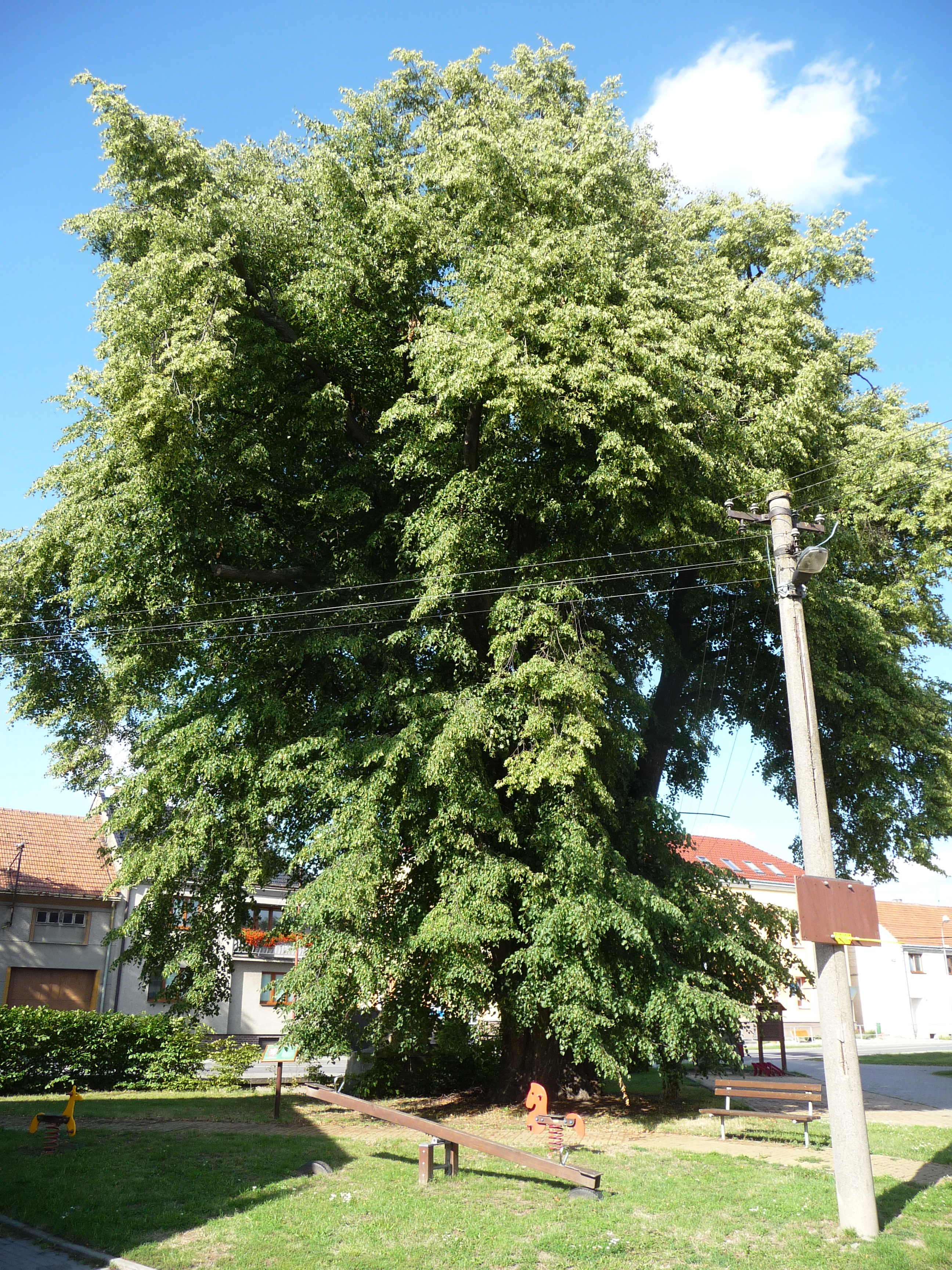
Chráněná lípa
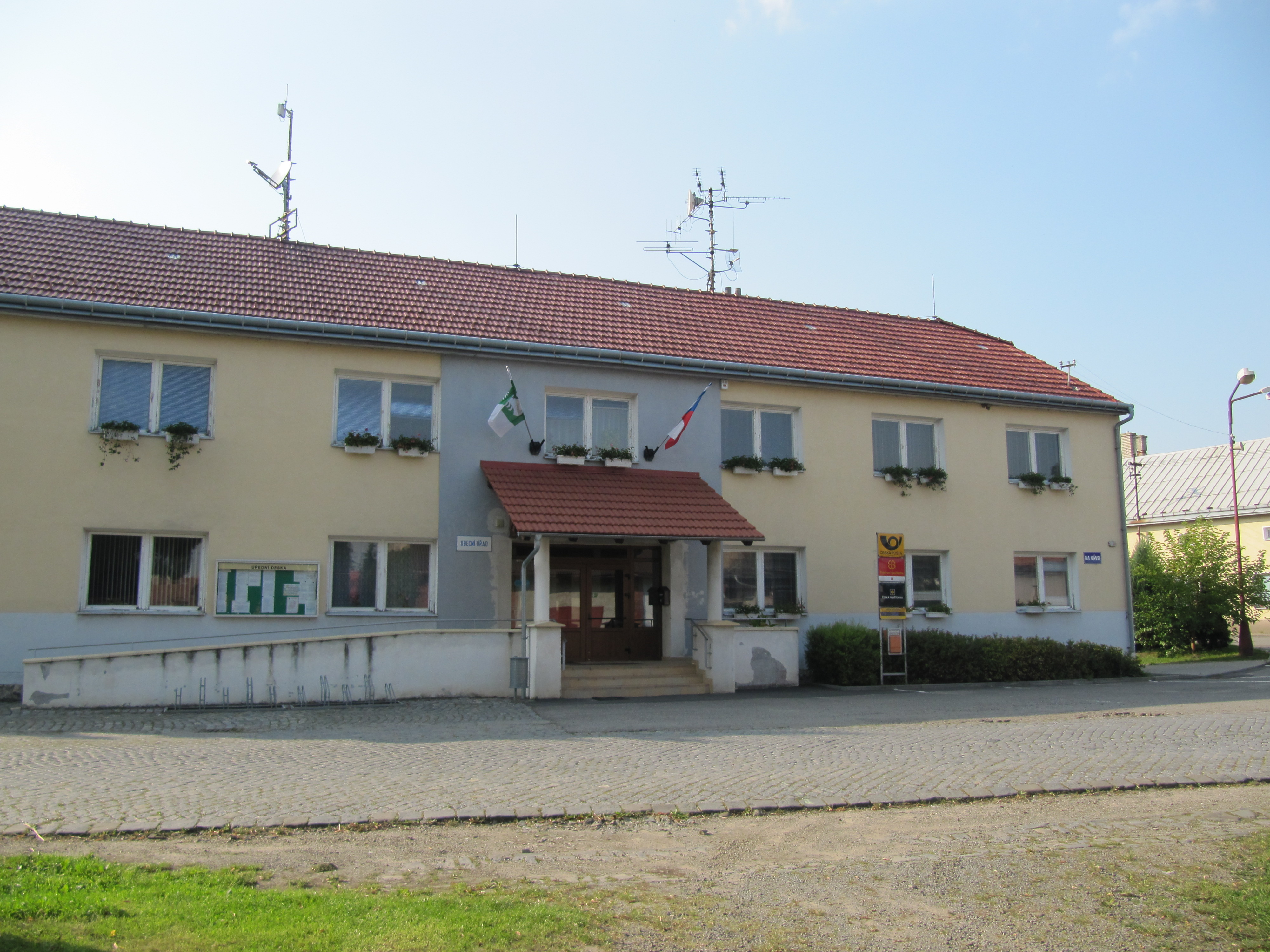
Obecní úřad

## Osobnosti
- Josef Harna (1939 – 2015), historik a publicista
- Alois Knop (1917–2001), jazykovědec, bohemista a vysokoškolský pedagog
- Svatopluk Matyáš (1929–2020), herec
- Jiří Sehnal (* 1931), hudební historik, čestný občan obce Radslavice
- František Slaměník (1845–1919), historik, badatel